# Leucochrysa anchietai
Leucochrysa anchietai är en insektsart som först beskrevs av Navás 1922.  Leucochrysa anchietai ingår i släktet Leucochrysa och familjen guldögonsländor. Inga underarter finns listade i Catalogue of Life.